# Guérin Lebrun

Guerin
Kupferstich um 1725

Großmeisterwappen von Guerin

Guérin genannt „der Braune“ (frz. Lebrun, auch Gerin, lat. Guerinus; † 1236) war von 1231 bis zu seinem Tod der 16. Großmeister des Johanniterordens.
Über Guerins Familiennamen, Herkunft oder Nationalität ist nichts überliefert. Sein Familienwappen ist vermutlich frei erfunden, obwohl alle Heraldiker es einheitlich verwenden. Er war mindestens seit 1225 Prior von Frankreich, als er 1231 zum Großmeister gewählt wurde, was nahelegt, dass er aus Nord- oder Westfrankreich stammte.
Im Lombardenkrieg, einem Bürgerkrieg zwischen den Baronen von Jerusalem und Zypern gegen die Statthalter Kaiser Friedrichs II. bemühte er sich ebenso wie der Templerorden zunächst um Neutralität. Im Zuge der weiteren Eskalation des Krieges stelle er sich politisch aber auf die kaiserliche Seite, während die Templer sich auf die Seite der Barone stellten. Nur mit größter Anstrengung konnte der Skandal vermieden werden, dass es zu Kämpfen zwischen beiden christlichen Ritterorden gekommen wäre.
1232 kaufte der Orden vom Herrn von Caesare die Burg Cafarlet, die diesem bereits seit 1213 verpfändet war.
Nach dem Tod des ayyubidische Emir von Hama, An-Nasir Kilidsch Arslan, 1229 hatte dessen Bruder und Nachfolger al-Muzaffar Mahmud die übliche Tributzahlung an die Johanniter eingestellt und eine darauf folgende Strafexpedition im Sommer 1230 zurückgeschlagen. Guérin versammelte daraufhin im Oktober 1233 ein großes Heer, dem sich der Emir sogleich unterwarf und die Tributzahlung wieder aufnahm. Dessen Verwandte, die Ayyubiden-Sultane von Kairo (al-Kamil) und Damaskus (al-Aschraf Musa) hatten ihm keine Unterstützung gesandt – sie waren am Frieden mit den Kreuzfahrern interessiert, um freie Hand für einen Feldzug gegen die Rumseldschuken zu haben.
Laut der Ordenschronik galt er als bescheidener Mann, der Pomp und Zeremonien, die sein Amt mit sich brachte ablehnte. Er legte großen Wert auf die Finanzen des Ordens und konnte durch seine vorsichtige und friedvolle Regentschaft dem Orden erhebliche Finanzreserven aufbauen. Er starb im Sommer 1236.